# Джульен, Маркус
Маркус Ашин Джульен (англ. Marcus Ashin Julien, род. 30 декабря 1986, Саутерз) — гренадский футболист, нападающий.

## Клубная карьера
Родился 30 декабря 1986 года в гренадском городе Саутерз. Выступал на позиции нападающего.
В 2004—2005 годах выступал за «Парадайз», в составе которого в сезоне-2005 стал чемпионом Гренады. В 2006—2012 годах защищал цвета «Иглз Супер Страйкерз», с которыми в сезоне-2008 выиграл серебряные медали чемпионата, а в сезоне-2010 — Кубок Гренады. В сезоне-2010/11 играл в индийской второй лиге за «Норт Импхал».
В 2013 и 2015—2016 годах выступал в Гренаде за «Бока Хуниорс», с которыми в сезоне-2015 стал бронзовым призёром чемпионата страны.

## Международная карьера
В 2006—2015 годах выступал за сборную Гренады. Дебютировал в национальной команде 5 ноября 2006 года в Бриджтауне в товарищеском матче со сборной Барбадоса (2:2).
В составе сборной Гренады участвовал в Карибском кубке 2010 и 2012 годов. Всего провёл за сборную Гренады 33 матча, забил 4 мяча.

## Достижения
«Парадайз»
- Чемпион Гренады (1): 2005.

«Иглз Супер Страйкерз»
- Серебряный призёр чемпионата Гренады (1): 2008.
- Обладатель Кубка Гренады (1): 2010.

«Бока Хуниорс»
- Бронзовый призёр чемпионата Гренады (1): 2015.